# Judith Elida Acuña
Judith Elida Acuña foi uma política argentina. Ela foi eleita para a Câmara dos Deputados em 1951 como uma das primeiras mulheres parlamentares na Argentina.
Nas eleições legislativas de 1951 foi candidata pelo Partido Peronista em Corrientes e foi uma das 26 mulheres eleitas para a Câmara dos Deputados. Ela permaneceu no cargo até que a Câmara foi dissolvida como resultado do início da Revolução Libertadora em setembro de 1955.